# Emin Aristakesyan
Emin Aristakesyan (armensk: Էմին Ասպետի Արիստակեսյան tr. Emin Aspeti Aristakesyan ; født 19. november 1936 i Jerevan, Armenien, Sovjetunionen, død 19. april 1996) var en armensk/sovjetisk komponist og pianist.
Aristakesyan studerede komposition og klaver på Jerevan Musikkonservatorium hos Gregori Egiazaryan med afgangseksamen i 1961. Han skrev tre symfonier, sinfonietta, orkesterværker, instrumentalværker, filmmusik, en ballet og en kantate. Aristakesyan specialiserede sig dog mest i at komponere orkestermusik. Han er har gjort sig mest bemærket med sin 2. Symfoni for orkester fra 1975.

## Udvalgte værker
- Symfoni nr. 1 (1962) - for orkester
- Symfoni nr. 2 (1975) - for orkester
- Symfoni nr. 3 (1986) - for kammerorkester
- Sinfonietta (1969) - for klaver, xylofon og strygeorkester
- Bratschkoncert (1963) - for bratsch og orkester
- "Prometheus" (1967) - ballet